# Themgoroth
Themgoroth byla polská black/ progressive metal kapela založená v roce 1991 ve městě Těšín. Zakládajícími členy byli Piotr “Evil” Dawid (kytara), Marek “Askalon” Herrman (bicí), Miroslaw Dziadek (vokál) a Piotr Deckert-Firla (baskytara). 8. srpna 1997 se Piotr Deckert-Firla vracel na motocyklu se svou přítelkyní z dovolené u Baltského moře a po střetu s protijedoucím kamionem oba zemřeli. Kapela následně prodělávala častou změnu sestavy, mj. odešel klávesista Mariusz Mrozek (místo něj přišel Piotr Wójcik) a flétnistka Magda Wodniak.
V roce 1994 vyšlo demo, první studiové album s názvem Gate to the Unknown... (česky Brána do neznáma) bylo vydáno roku 1995 a spadalo do žánru black metal. O tři roky později vyšlo druhé LP s názvem Highway into the Unknown (česky Dálnice do neznáma), které je věnováno památce Piotra Deckert-Firly a je více gotické. V roce 2004 se kapela pokoušela stvořit nový hudební materiál, nakonec z toho vzniklo EP Gate to the Unknown... určené pouze členům skupiny (i bývalým). Poté se kapela rozpadla.

## Diskografie

### Dema
- Demo '94 (1994)

### Studiová alba
- Gate to the Unknown... (1995)
- Highway into the Unknown (1998)